# Desa Temulus (administrativ by i Indonesien, lat -6,85, long 110,90)
Desa Temulus är en administrativ by i Indonesien.   Den ligger i provinsen Jawa Tengah, i den västra delen av landet, 500 km öster om huvudstaden Jakarta.